# Mélanie Turgeon

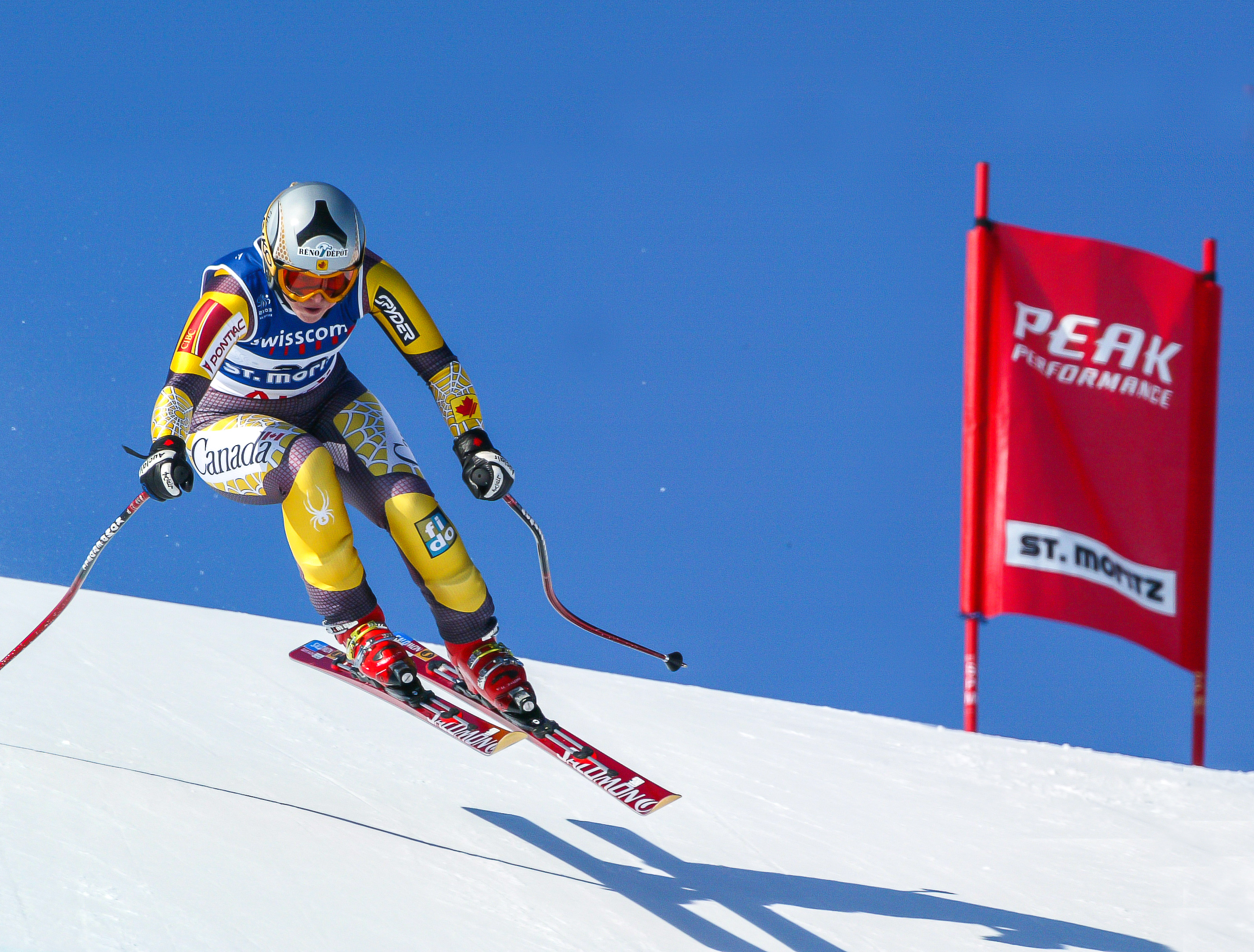
Melanie Turgeon, durante los Campeonatos Mundiales de St. Moritz 2003, Descenso Femenino, Medalla de Oro.

Mélanie Turgeon (Alma, Quebec; 21 de octubre de 1976) es una esquiadora canadiense retirada que ganó 1 Campeonato del Mundo (1 Medalla en total) y 1 victoria en la Copa del Mundo de Esquí Alpino (con un total de 8 podiums).

## Resultados

### Juegos Olímpicos de Invierno
- 1998 en Nagano, Japón
  - Super Gigante: 20.ª
  - Descenso: 23.ª
- 2002 en Salt Lake City, Estados Unidos
  - Descenso: 8.ª
  - Super Gigante: 20.ª

### Campeonatos Mundiales
- 1993 en Morioka, Japón
  - Super Gigante: 35.ª
- 1997 en Sestriere, Italia
  - Descenso: 24.ª
  - Super Gigante: 31.ª
- 1999 en Vail, Estados Unidos
  - Descenso: 7.ª
  - Super Gigante: 19.ª
- 2001 en Sankt Anton am Arlberg, Austria
  - Super Gigante: 10.ª
  - Descenso: 14.ª
- 2003 en St. Moritz, Suiza
  - Descenso: 1.ª
  - Super Gigante: 6.ª

### Copa del Mundo

#### Clasificación general Copa del Mundo
- 1992-1993: 92.ª
- 1993-1994: 82.ª
- 1994-1995: 74.ª
- 1996-1997: 55.ª
- 1997-1998: 54.ª
- 1998-1999: 38.ª
- 1999-2000: 14.ª
- 2000-2001: 12.ª
- 2001-2002: 39.ª
- 2002-2003: 24.ª
- 2004-2005: 90.ª

#### Clasificación por disciplinas (Top-10)
- 1999-2000:
  - Super Gigante: 2.ª
  - Descenso: 9.ª
- 2000-2001:
  - Super Gigante: 4.ª
  - Descenso: 6.ª
- 2002-2003:
  - Descenso: 8.ª

#### Victorias en la Copa del Mundo (1)

##### Super Gigante (1)
| Fecha                 | Lugar     |
| --------------------- | --------- |
| 26 de febrero de 2000 | Innsbruck |